# RLR Msport
RLR Msport est une écurie de sport automobile britannique fondée en 2010.

## Historique
En novembre 2009, RLR Msport, jusque-là présent en SPEED UK Series et SPEED Euro Series avec des Ligier JS51, annonce son intention de participer aux Le Mans Series. L’écurie britannique aligne une Lola propulsée par un moteur AER et chaussée de pneus Dunlop. L'écurie débute ainsi en endurance dans le championnat Le Mans Series lors des 1 000 kilomètres du Hungaroring en y réalisant une première prestation avec une 8e place finale dans la catégorie LM P2. La seconde et dernière course pour l'écurie en 2010 est moins brillante en finissant non classée des 1 000 kilomètres de Silverstone.
En 2011, pour sa deuxième saison en Le Mans Series, l'écurie change de moteur et passe au Judd-BMW HK 3,6 L V8. Ce changement doit permettre de combler un déficit de puissance. MG devient partenaire officiel de l’équipe durant la saison. Cette dernière saison est meilleure que la première et l'écurie finit quatre des cinq courses du championnat, se classant 6e du championnat.
En 2012, à la surprise générale, l'écurie met en vente sa voiture et de ce fait ne participe pas au championnat Le Mans Series,. Néanmoins, elle assure le support technique de l'écurie Murphy Prototypes pour les European Le Mans Series et les 24 Heures du Mans,.
En 2014, le RLR Msport participe au championnat VdeV avec une Ligier JS 53 Evo. Elle y réalise quelques performances à l'instar d'une remontée de la 21e position jusqu’à la tête de la course lors des 3 Heures du Mans. 
En 2015, l'écurie annonce son intention de participer aux European Le Mans Series avec une Ligier JS P3.
En 2016, l'écurie participe au championnat European Le Mans Series dans la catégorie LMP3,. Pour cette première saison, pas moins de six pilotes se sont succédé au volant de la voiture de l'écurie. Malgré l'intention de faire courir une seconde voiture à partir des 4 Heures du Red Bull Ring, cela ne s'est pas concrétisé. La saison se solde sur une 13e place au classement des équipes LMP3. 
En 2017, l'écurie poursuit son engagement dans le championnat European Le Mans Series dans la catégorie LMP3 mais avec un équipage stable tout le long du championnat,,. Cela permet à l'écurie de faire des progrès par rapport à la saison précédente et de finir à la 11e place au classement des équipes LMP3 en achevant toutes les courses. À l'issue de cette saison, le RLR Msport annonce qu'il participera à la saison 2018 avec une Ligier JS P3 dans la catégorie LMP3 mais également une Ligier JS P217 dans la catégorie LMP2,,. Malgré une présentation de la voiture avec le numéro 48 lors des 4 Heures de Portimão, l'écurie n'arrive pas à concrétiser ce dernier engagement,.
En 2018, le RLR Msport réalise sa meilleure saison avec deux victoires et une seconde position et termine vainqueur de la catégorie LMP3. Durant de cette saison, le RLR Msport annonce de nouveau son intention de participer à la saison 2019 dans la catégorie LMP2 mais avec une Oreca 07. Les premiers tours de roue de la voiture sont effectués en septembre 2018.

## Résultats

### Résultats enLe Mans Series
| Année | Classe | n° | Pilotes                                               | Voiture       | 1               | 2                | 3        | 4                | 5                | Total | Pos. |
| ----- | ------ | -- | ----------------------------------------------------- | ------------- | --------------- | ---------------- | -------- | ---------------- | ---------------- | ----- | ---- |
| 2010  | LM P2  | 43 | Barry Gates Rob Garofall Simon Phillips Warren Hughes | MG-Lola EX265 | LEC             | SPA              | POR      | HUN gén:18 cls:8 | SIL Abd.         | 7     | 12e  |
| 2011  | LM P2  | 43 | Barry Gates Rob Garofall Simon Phillips Warren Hughes | MG-Lola EX265 | LEC gén:9 cls:5 | SPA gén:14 cls:4 | IMO Abd. | SIL gén:14 cls:5 | EST gén:17 cls:5 | 33    | 6e   |

### Résultats enEuropean Le Mans Series
| Année | Châssis        | Classe | n° | 1                | 2                 | 3                 | 4                | 5                | 6                 | Total | Pos. |
| ----- | -------------- | ------ | -- | ---------------- | ----------------- | ----------------- | ---------------- | ---------------- | ----------------- | ----- | ---- |
| 2016  | Ligier JS P3   | LMP3   | 15 | SIL gén:19 cls:8 | IMO gén:20 cls:6  | RBR gén:31 cls:15 | LEC Abd.         | SPA gén:17 cls:8 | EST gén:17 cls:10 | 17.5  | 13e  |
| 2017  | Ligier JS P3   | LMP3   | 15 | SIL gén:19 cls:8 | MON gén:20 cls:10 | RBR gén:21 cls:8  | LEC gén:20 cls:7 | SPA gén:23 cls:9 | POR gén:16 cls:6  | 25    | 11e  |
| 2018  | Ligier JS P3   | LMP3   | 15 | LEC gén:16 cls:1 | MON gén:27 cls:11 | RBR gén:18 cls:1  | SIL gén:18 cls:6 | SPA gén:13 cls:2 | POR gén:15 cls:5  | 77.5  | 1re  |
| 2019  | Oreca 07       | LMP2   | 43 | LEC 8            | MON Abd.          | BAR 13            | SIL Abd.         | SPA 14           | POR 15            | 5.5   | 12e  |
| 2019  | Ligier JS P3   | LMP3   | 15 | LEC 12           | MON Abd.          | BAR 7             | SIL 10           | SPA 11           | POR 10            | 9     | 14e  |
| 2020  | Ligier JS P320 | LMP3   | 15 | LEC 3            | SPA 7             | LEC 4             | MON 9            | POR Abd.         |                   | 35    | 7e   |
| 2021  | Ligier JS P320 | LMP3   | 15 | BAR 4            | RBR Nc.           | LEC 4             | MON 9            | SPA Nc.          | POR Nc.           | 32    | 7e   |
| 2022  | Ligier JS P320 | LMP2   | 5  | LEC 3            | IMO 4             | MON 4             | BAR 6            | SPA 9            | POR 5             | 59    | 4e   |
| 2022  | Ligier JS P320 | LMP2   | 15 | LEC Abd.         | IMO 6             | MON Abd.          | BAR 8            | SPA Nc.          | POR 7             | 18    | 12e  |

### Résultats enAsian Le Mans Series
| Année     | Châssis        | Moteur                      | Classe  | 1      | 2        | 3      | 4        | Position | Points |
| --------- | -------------- | --------------------------- | ------- | ------ | -------- | ------ | -------- | -------- | ------ |
| 2019-2020 | Oreca 05       | Nissan VK45DE 4.5 L V8 Atmo | LMP2 Am | SHA 1  | BEN Abd. | SEP    | CHA      | 3e       | 26     |
| 2021      | Ligier JS P320 | Nissan VK56 5,6 l V8 Atmo   | LMP3    | DUB 6  | DUB 7    | ABU 4  | ABU Abd. | 7e       | 27     |
| 2023      | Ligier JS P320 | Nissan VK56 5,6 l V8 Atmo   | LMP3    | DUB 10 | DUB 10   | ABU 11 | ABU Abd. | 14e      | 2      |

## Palmarès
- European Le Mans Series
  - Champion LMP3 European Le Mans Series 2018

## Pilotes
- Nick Adcock (2022)
- Mike Benham (2021)
- Valentino Catalano (2022)
- James Dayson (2020)
- Morten Dons (en) (2016-2017)
- John Farano (2017-2019)
- Horst Felbermayr, Jr. (2022)
- Amir Feyzulin (2023)
- Rob Garofall (2018)
- Bijoy Garg (en) (2023)
- Barry Gates
- Gustas Grinbergas (2020)
- Maxwell Hanratty (2021)
- Ryan Harper-Ellam (2020)
- John Hartshorne (2016)
- Andy Higgins (2019)
- Warren Hughes
- Malthe Jakobsen (2020-2021)
- Michael Jensen (2022)
- Alex Kapadia (2017, 2021-2022)
- Andres Latorre (2023)
- Alasdair McCaig (2016)
- Austin McCusker (2022)
- Arjun Maini (2019)
- Bashar Mardini (2021)
- Robert Megennis (2020)
- Martin Vedel Mortensen (2019)
- Christian Olsen (2019)
- Simon Phillips
- Martin Rich (2019)
- Bruno Senna (2019)
- Job van Uitert (2018)
- Matthieu Vaxiviere (2019)
- Lorenzo Veglia (2020)
- Ross Warburton (2016)
- Tony Wells (2016)
- Ossy Yusuf (2016)